# What Happened to Jones (film 1920)
What Happened to Jones è un film muto del 1920 diretto da James Cruze. La sceneggiatura di Elmer Harris si basa sull'omonimo lavoro teatrale di George Broadhurst, andato in scena in prima a Broadway il 30 agosto 1897. Prodotto e distribuito dalla Famous Players-Lasky Corporation, il film aveva come interpreti Bryant Washburn, Margaret Loomis, J. Morris Foster, Frank Jonasson, Lillian Leighton, Caroline Rankin, Richard Cummings.

## Trama
Adeguandosi alle richieste disperate dell'amico Bobbie Brown, Jimmie Jones riempie di liquori le sue valigie e salta sul treno per andare a raggiungerlo. All'arrivo, però, Jimmie scopre che il carico gli è stato rubato e, mentre cerca di provvedere a nuove scorte contrattando con il contrabbandiere locale, viene preso in castagna dallo sceriffo locale. Per sfuggire all'arresto, Jimmie ha l'idea di farsi passare per Anthony Goodley, un riformatore che combatte una crociata contro il vizio. Presentandosi a tenere una lezione contro i mali del fumo, il suo stratagemma gli si ritorce contro perché Jimmie diventa il bersaglio di un gruppo di piantagrane che si sono messi in testa di mandare all'aria la lezione. Le cose di complicano ulteriormente quando diventa oggetto delle attenzioni della fidanzata del vero Goodley, una zitella. Alle prese con una folla di gente che ce l'ha con lui, Jimmie finisce per scappare con Cissy, la sua fidanzata, lasciandosi dietro il vero Goodley che dovrà affrontare al suo posto tutti gli scompigli che ha provocato.

## Produzione
Il film fu prodotto dalla Famous Players-Lasky Corporation.

## Distribuzione
Il copyright del film, richiesto dalla Famous Players-Lasky Corp., fu registrato il 2 luglio 1920 con il numero LP15351.
Distribuito negli Stati Uniti dalla Famous Players-Lasky Corporation, il film uscì nelle sale cinematografiche l'8 agosto 1920.
Non si conoscono copie ancora esistenti della pellicola che viene considerata presumibilmente perduta.

## Differenti versioni
Dal lavoro teatrale What Happened to Jones di George Broadhurst vennero tratte diverse versioni cinematografiche:
- What Happened to Jones film del 1915 diretto da Fred Mace
- What Happened to Jones film del 1920 diretto da James Cruze
- What Happened to Jones film del 1926 diretto da William A. Seiter